# Filomedusídeos
Filomedusídeos (Phyllomedusidae) é uma família de anfíbios anuros, com as espécies sendo conhecidas popularmente como filomedusas. Os anfíbios dessa família distinguem-se dos dos hilídeos por apresentar pupila vertical, locomoção em marcha, coloração verde, desova acima da superfície da água e girinos com espiráculo ventral. Foi promovida a família em 2016 a partir de um estudo realizado por  Duellman, Marion e Hedges, onde foi atestada a independência entre os dois táxons.
A família encontra-se dividida atualmente em oito gêneros: 
- Agalychnis Cope, 1864
- Callimedusa Duellman, Marion, and Hedges, 2016
- Cruziohyla Faivovich, Haddad, Garcia, Frost, Campbell, and Wheeler, 2005
- Hylomantis Peters, 1873
- Phasmahyla Cruz, 1991
- Phrynomedusa Miranda-Ribeiro, 1923
- Phyllomedusa Wagler, 1830
- Pithecopus Cope, 1866

São encontrados apenas na América Latina, do México à Argentina. No Brasil são encontradas 27 espécies distribuídas por cinco gêneros, sendo que apenas Pachymedusa não é encontrado no Brasil.